# Whistle for the Choir
Whistle for the Choir is het vierde lied op de CD Costello Music van de Fratellis. Het lied kwam op 27 november 2006 uit als single. De oorspronkelijke titel was Knickers In A Handbag (Een Onderbroek In Een Handtas), maar is onder druk van het platenlabel gewijzigd.
In de videoclip zingt de band in donkere straten. De clip is opgenomen Glasgow.